# فرهنگستان علوم
فرهنگستان علوم نهادی ملی در کشورها است که به منظور گسترش دانش و تشویق به پژوهش بنیان نهاده شده.
نخستین فرهنگستان‌های علوم جهان در سده هفدهم در اروپا (کشورهای ایتالیا، پروس، انگلستان، فرانسه) و همزمان با افزایش یافته‌های علمی گشایش یافتند.
| کشور                | نام فرهنگستان                           | تاریخ تأسیس    |
| ------------------- | --------------------------------------- | -------------- |
| ارمنستان            | فرهنگستان ملی علوم ارمنستان             | ۱۹۴۳           |
| استرالیا            | فرهنگستان علوم استرالیا                 |                |
| اتریش               | فرهنگستان علوم اتریش                    |                |
| انگلستان            | انجمن سلطنتی                            | ۱۶۶۰           |
| انگلستان            | انجمن سلطنتی ادینبورگ                   | ۱۷۸۳           |
| انگلستان            | فرهنگستان علوم پزشکی انگلستان           |                |
| بلژیک               | فرهنگستان‌های پادشاهی علوم و هنر بلژیک   | ۱۷۶۹           |
| بلژیک               | فرهنگستان پادشاهی فلاماند بلژیک         |                |
| برزیل               | فرهنگستان علوم برزیل                    | ۱۹۱۶           |
| بلغارستان           | فرهنگستان علوم بلغارستان                | ۱۸۶۹           |
| کانادا              | انجمن پادشاهی کانادا                    | ۱۸۸۲           |
| چین                 | فرهنگستان علوم چین                      | ۱۹۴۹           |
| کاستاریکا           | فرهنگستان ملی علوم کاستاریکا            |                |
| جمهوری چک           | فرهنگستان علوم جمهوری چک                |                |
| دانمارک             | فرهنگستان پادشاهی علوم و نوشتار دانمارک | ۱۷۴۲           |
| فنلاند              | فرهنگستان علوم و نوشتار فنلاند          | ۱۹۰۸           |
| فرانسه              | فرهنگستان علوم فرانسه                   | ۱۶۶۶           |
| فرانسه              | فرهنگستان علوم پزشکی فرانسه             | ۱۷۳۱           |
| آلمان               | فرهنگستان علوم لئوپولدینای آلمان        | ۱۶۵۲           |
| مجارستان            | فرهنگستان علوم مجارستان                 |                |
| هند                 | فرهنگستان ملی علوم هند                  | ۱۹۳۴           |
| ایران               | فرهنگستان علوم ایران                    | ۱۳۶۹ (خورشیدی) |
| ایران               | فرهنگستان علوم پزشکی                    | ۱۳۶۶ (خورشیدی) |
| جمهوری ایرلند       | فرهنگستان پادشاهی ایرلند                | ۱۷۸۵–          |
| اسرائیل             | فرهنگستان علوم و نوشتار اسرائیل         | ۱۹۶۱–          |
| ایتالیا             | Académie des Lynx                       | ۱۶۰۳-          |
| ایتالیا             | فرهنگستان علوم تورین                    | ۱۷۸۳–          |
| ایتالیا             | فرهنگستان ملی علوم ایتالیا              |                |
| ژاپن                | فرهنگستان علوم ژاپن                     | ۱۸۷۹–          |
| لوکزامبورگ          | بنیاد گران دوکال                        |                |
| مراکش               | فرهنگستان علوم و فناوری حسن دوم         | ۲۰۰۶–          |
| مکزیک               | فرهنگستان علوم مکزیک                    | ۱۹۵۹–          |
| نروژ                | فرهنگستان علوم و نوشتار نروژ            | ۱۸۵۷–          |
| هلند                | فرهنگستان سلطنتی هنر و علوم هلند        |                |
| لهستان              | فرهنگستان علوم لهستان                   |                |
| لهستان              | فرهنگستان هنر و علوم لهستان             |                |
| کره جنوبی           | فرهنگستان ملی علوم کره                  |                |
| اسپانیا             | فرهنگستان پادشاهی علوم اسپانیا          | ۱۸۴۷           |
| رومانی              | فرهنگستان رومانی                        | ۱۸۶۶–          |
| روسیه               | فرهنگستان علوم روسیه                    |                |
| سوئد                | آکادمی سلطنتی علوم سوئد                 | ۱۷۳۹           |
| سوئیس               | فرهنگستان علوم سوئیس                    |                |
| اوکراین             | فرهنگستان ملی علوم اوکراین              | ۱۹۱۸-          |
| ایالات متحده آمریکا | فرهنگستان ملی علوم آمریکا               | ۱۸۶۳           |
| واتیکان             | فرهنگستان اسقفی علوم                    | ۱۸۳۸-          |
| جمهوری آذربایجان    | آکادمی ملی علوم آذربایجان               | ۱۹۴۵           |